# Estero El Sauce (Laguna Verde)
El estero El Sauce es un curso natural de agua que nace en la Región de Valparaíso de la confluencia del estero Las Cenizas con el estero La Luz, para fluir con dirección general oeste hasta desembocar en la bahía Laguna Verde, al sur de Valparaíso.

## Trayecto
El estero se inicia al sur del Placilla de la unión del estero Las Cenizas, emisario del embalse El Peral y del estero La Luz, emisario del embalse Peñuelas y de la laguna La Luz.

## Población, economía y ecología
Un estudio realizado en 2020 concluyó que: El estero El Sauce es un cuerpo de agua somero e hipertrófico, y sus aguas, en casi toda su extensión, corresponden a la categoría de mala calidad, ya que presentan  un  alto  contenido  de  materia  orgánica,  nutrientes, cloruros y contaminación fecal. Por este motivo, las aguas de su cuenca no cumplen con la normativa ambiental para ningún uso.: 271 
Su cuenca pertenece al ítem 055 del inventario de cuencas de Chile, que reúne las cuencas entre la desembocadura del río Aconcagua y el río Maipo.